# Dorris (Kalifornia)
Dorris – miasto w Stanach Zjednoczonych, w stanie Kalifornia, w hrabstwie Siskiyou. Dorris znajduje się w dolinie Butte Valley w północnej Kalifornii, pomiędzy Mt. Shasta i granicą Oregonu. Według spisu ludności przeprowadzonego przez United States Census Bureau w roku 2010, w Dorris mieszka 939 mieszkańców.